# 商船会馆
31°12′53″N 121°29′59″E / 31.21484°N 121.49978°E
商船会馆，是上海现存最悠久的会馆戏楼旧址，也是上海早期沙船业同业组织。位于中华人民共和国上海市黄浦区小东门街道中山南路会馆街38号（原南市老城厢马家厂）。1987年11月17日，该建筑旧址经上海市人民政府定为第四批上海市文物保护单位。

## 沿革
康熙二十二年（1683年），澎湖海战之后，沿海抗清势力被镇压。次年，康熙帝颁布海禁开放后，各地沙船纷纷来上海经商，并形成崇明、南通、广东、福建等沙船帮派。康熙五十四年（1715年），为调解纠纷，平衡同业利益，崇明、南通和上海沙船业主和沙船商行合资建造商船会馆，占地近20亩，作为沙船业协调机构；它也是上海现存最老的会馆戏楼。乾隆二十九年（1764年）重修大殿（祭祀妈祖）、戏楼，并增建了北厅（祀福山太尉褚大神）的和南厅（祀成山骠骑将军滕大神），添建酬神戲戏台。嘉庆十九年（1814年）又建两侧看楼、戏台前铸大钟和大鼎，以后不断增建和修葺。
同治元年（1862年），太平天国军队逼近上海，会馆被用洋枪队作驻营房，之后太平军被击退后。同治二年，会馆被江南机器制造局占用。同治七年（1868年），江南制造局撤出，由上海帮沙船业集资重建会馆。同治十一年，船商再次集资修建，会馆事务交由众船商轮流管理。最初请石琢堂担任董事，其后由张兰亭、陆春晖、沈雒宜、吴沐庄、金侍香、周心宇、金梅岑、沈晓沧、江馨山、沈庆甫、郁正卿、朱佩韩、潘子楼先后担任董事，主持馆务。光绪十六年(1890年)，建筑又遭台风袭击，戏台、头亭遭受损坏。同年，会馆再集资修理大殿、南北两厅、钟鼓楼、南北看楼及后墙等。光绪十八年（1892年），又换戏台大梁。光绪三十三年，设附属商船小学校。中华民国时期，商船会馆被改组成沙船号业同业公会。
中华人民共和国成立后，商船会馆还留存门楼、戏台、双合式大殿、北看楼等建筑。1954年后停止活动，房屋移作他用，大殿为街道办托儿所、幼儿园，一部分作为海运局职工宿舍。1987年11月17日，上海市人民政府将会馆定为第四批上海市文物保护单位。2010年，因上海世博会，上海市政府在董家渡一带民房拆迁，对其进行了保护措施，现保留了正门、戏台以及戏台面对的正殿。